# St. Georg (Malkotsch)
Die katholische Kirche St. Georg in Malkotsch in der rumänischen Dobrudscha wurde von deutschen Siedlern erbaut. Sie befindet sich seit einigen Jahren in baufälligem Zustand.

## Baugeschichte
Die Bau- und Nutzungsgeschichte der Kirche St. Georg verlief in mehreren Phasen.

### Phase 1: Bau und unfertiges Äußeres 1873–1901
Am Standort der heutigen Kirche wurde um 1844 zunächst eine Kapelle errichtet, um den gerade angesiedelten römisch-katholischen Deutschen einen Ort zur Ausübung ihres Glaubens zu bieten. Diese Kapelle erwies sich angesichts der lebhaften Entwicklung des neuen Orts nach einer Generation als zu klein, sodass auf Veranlassung des Pfarrers Theodor Dominici zwischen 1873 und 1881 eine neue Kirche – die heute noch stehende – erbaut wurde. Da die Mittel nicht ausreichten, wurde der Turm zunächst nur bis zur Höhe des ersten Turmgeschosses ausgeführt und erhielt auf dieser Höhe ein provisorisches Dach. Das Äußere der Kirche blieb unverputzt, geläutet wurde von einem hölzernen Glockenstuhl im Kirchhof.

Kirche im ersten Baustadium um 1900

### Phase 2: Fertiggestellte Kirche 1902–1916
Erst im Jahre 1902 war es den Malkotschern möglich ihre Kirche zu vollenden. Der Turm wurde bis zur endgültigen Höhe errichtet und erhielt ein steiles Pyramidendach mit Zwerchgiebeln. Die Fassaden wurden verputzt und an den Ecken sowie am chorseitigen Ende des Kirchendachs wurden auf Postamenten angebrachte Kreuze angeordnet. Im Ersten Weltkrieg lag der Ort Malkotsch phasenweise unweit der Front, was zur Folge hatte, dass Dorf und Kirche beschossen wurden. Berichte in der Literatur schildern, dass durch mehrfachen Granateinschlag erhebliche Schäden an und in der Kirche entstanden: „Die steinerne Kirche mit langem Schiff und hohem schlankem Turm, in etwas höherer Lage, ist in diesem Kriege durch Beschießung bös zugerichtet worden. Drei Treffer haben die Mauern und das Dach durchschlagen, und das Innere ist verwüstet. Ein Teil der gewölbten Decke mit dem Leuchter ist abgestürzt, und die Altäre sind umgeworfen.“ Andere Berichten zufolge wurde der Kirchturm „niedergelegt“, „die Pfarrkirche bis zur Unbrauchbarkeit zerschossen.“

### Phase 3: Reparatur und Veränderungen an den Dächern, Nutzung und Bauunterhalt 1917–1940
Nach dem Ende des Ersten Weltkriegs wurde die Kirche wieder instand gesetzt. Dabei ging man über die bloße Reparatur entstandener Schäden in zweifacher Hinsicht weit hinaus:
- Das gesamte Dachtragwerk über dem Kirchensaal (über dessen ursprüngliche Konstruktion nichts bekannt ist) wurde vollständig erneuert und mit gleicher Firsthöhe, aber mit einer um ca. 80 cm höher angeordneter Traufe ausgeführt. Die Dachneigung wurde somit erheblich flacher.
- Der Turmhelm musste offenbar ebenfalls vollständig neu aufgebaut werden und erhielt statt des bisherigen Pyramidendachs mit Zwerchgiebeln einen achtseitigen Helm sowie an den Turmecken angeordnete Postamente mit Kreuzen.

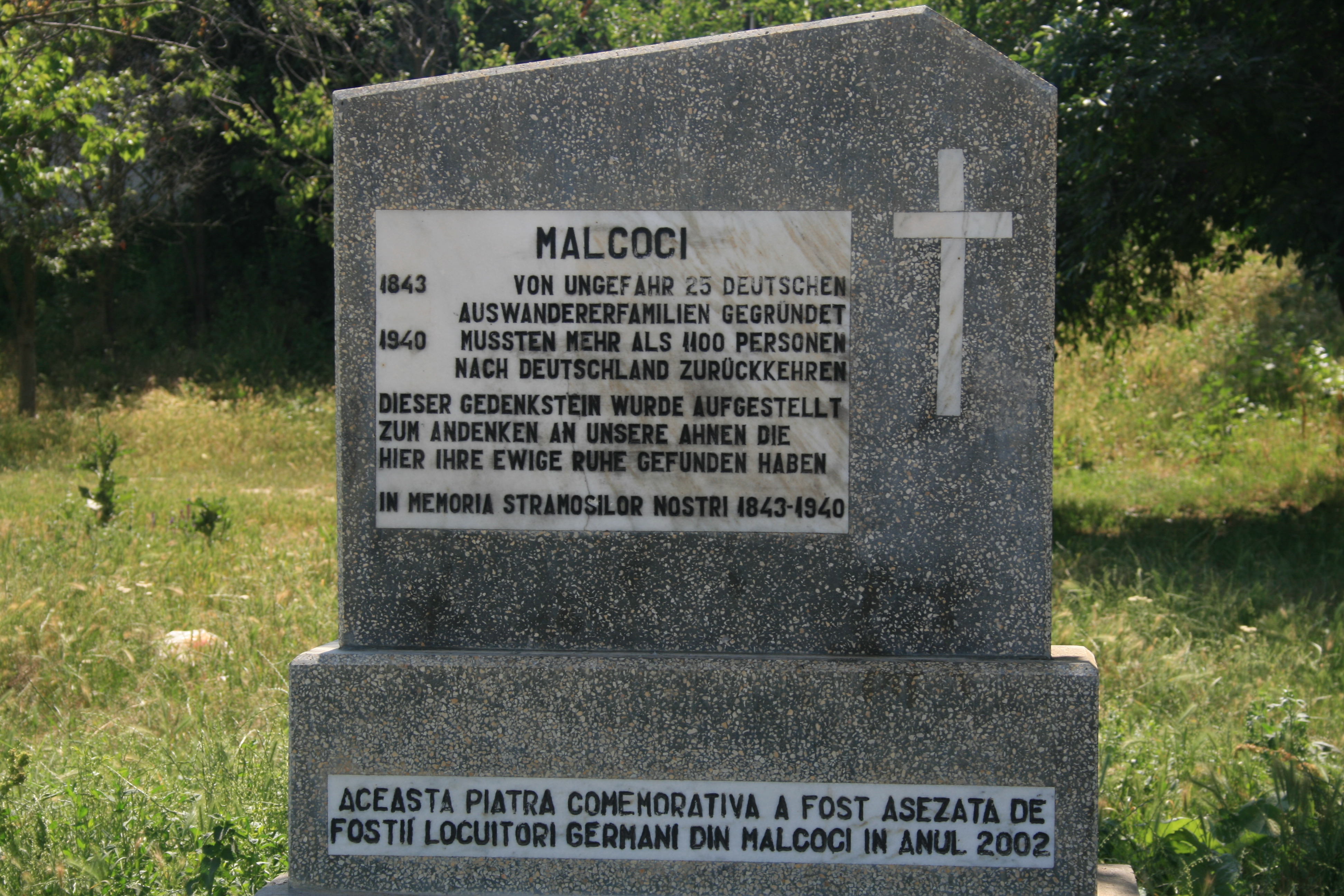
Gedenkstein an die deutschen Siedler 1843–1940

### Phase 4: nach 1940
1940 verließen die deutschen Siedler infolge des Hitler-Stalin-Paktes das Dorf. Das bedeutete den fast vollständigen Verlust der Gemeindemitglieder. Die Kirche war zwar noch in kommunistischer Zeit in Benutzung, jedoch ohne dass größere Arbeiten zu ihrer Erhaltung vorgenommen wurden. In den letzten Jahren, besonders nach dem Einsturz des Dachs im Jahr 2007, zerfiel die Kirche zusehends. Heute stehen nur noch der Turm und die Grundmauern.
Im Jahr 2003 wurde durch die dobrudschadeutsche Landsmannschaft vor der Kirche ein Gedenkstein aufgestellt.

## Initiativen zur Erhaltung des Bauwerks
Seit dem Jahr 2014 werden auf Initiative des Architekten Sebastian Szaktilla (Regensburg/Budapest) Bemühungen unternommen, gemeinsam mit dem auch für die Belange der Dobrudschadeutschen zuständigen  Bessarabiendeutschen Verein (Stuttgart), Fördermittel zur Erhaltung der Kirche zu erhalten. Es wird versucht, einen Erinnerungsort für 100 Jahre deutsche Siedlungen in der Dobrudscha zu schaffen.
Auf Initiative der Kreisstadt Tulcea wurde als Ergebnis die Kirche auf die Liste der Kulturdenkmäler im Kreis gesetzt. Im Ergebnis wird von der Stadt Tulcea, der Gemeinde Nufăru, dem Bessarabiendeutschen Verein und der katholischen Kirche als Eigentümer der Kirche, der Versuch unternommen, Fördermittel für eine Restaurierung zu akquirieren. Ein Ergebnis wird im Mai 2021 erwartet.

## Bedeutung
Zur Zeit der deutschen Besiedlung bis 1940 war die Kirche als höchstes Kirchenbauwerk ein wichtiges Wahrzeichen der katholischen Bevölkerung. Für die Nachkommen der dobrudschadeutschen Siedler kann es ein bedeutender Erinnerungsort werden. Touristen auf dem Weg ins Donaudelta werden über diese Geschichte informiert.

## Ausstattung
Von der einstigen Ausstattung ist nicht mehr viel vorhanden. Teile der Inneneinrichtung befinden sich im Pfarrhaus. Reste von Fußboden und Empore wurden als Brennmaterial von der Dorfbevölkerung verwendet.

## Lage und Umgebung
Die Kirche befindet sich im Ortszentrum, unweit der Durchgangsstraße DJ222C von Tulcea nach Mahmudia, einem Tor zum  Donaudelta.